# اسفیج (سربیشه)
اسفیج یک روستا در ایران است که در دهستان نهارجان شهرستان سربیشه واقع شده‌است. اسفیج ۱۱۷ نفر جمعیت دارد.